# Réserve naturelle régionale de la Moselle sauvage
La réserve naturelle régionale de la Moselle sauvage (RNR183) est une réserve naturelle régionale située en Lorraine dans la région Grand Est. Classée en 2006, elle occupe une surface de 381 hectares et protège un secteur de rivière à lit mobile sur le cours de la Moselle.

## Localisation

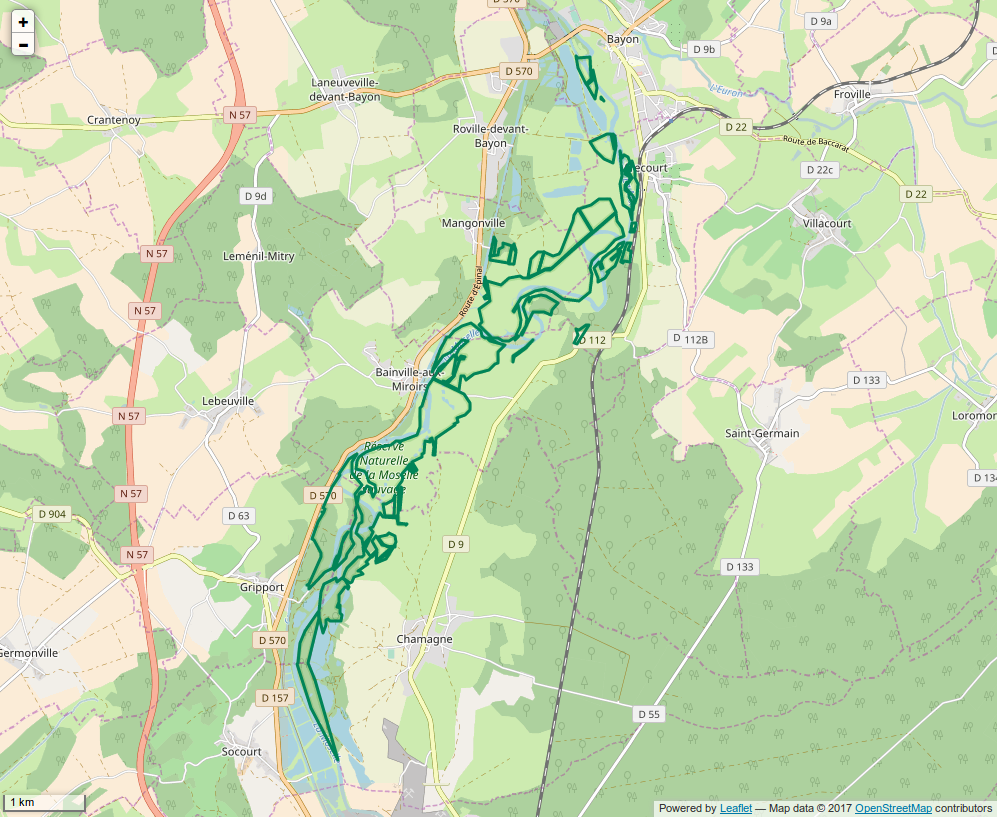
Périmètre de la réserve naturelle.

Le territoire de la réserve naturelle est à cheval sur les départements de Meurthe-et-Moselle et des Vosges, sur les communes de Bainville-aux-Miroirs, Bayon, Chamagne, Gripport, Mangonville, Socourt et Virecourt. Il comprend environ 12 km du cours de la Moselle ainsi que des zones périphériques, ripisylves, prairies, bancs de galets et bras morts. L'altitude varie de 260 m à 240 m.

## Histoire du site et de la réserve
Le site est inscrit dès 1984 dans les inventaires ZNIEFF. En 1995, il est inventorié comme espace naturel sensible. En 1996, il est classé en zone humide prioritaire dans le SDAGE Rhin-Meuse. 
De 1994 à 1998, le Conservatoire d'espaces naturels de Lorraine protège 360 ha par l'intermédiaire de baux emphytéotiques signés avec les communes de Bainville-aux-Miroirs, Chamagne, Gripport, Mangonville et Virecourt. Cette opération de maîtrise foncière pour la préservation des milieux a été permise grâce un programme européen co-financé par l'Europe, l'Etat, l'AERM, la région Lorraine et les départements.
En 2006, le conseil régional de Lorraine classe le site en réserve naturelle régionale. Elle est entièrement incluse dans le site Natura 2000 de la vallée de la Moselle de Châtel/Moselle à Tonnoy qui a été officiellement désigné par arrêté ministériel comme ZPS le 27/05/2009.

## Écologie (biodiversité, intérêt écopaysager…)

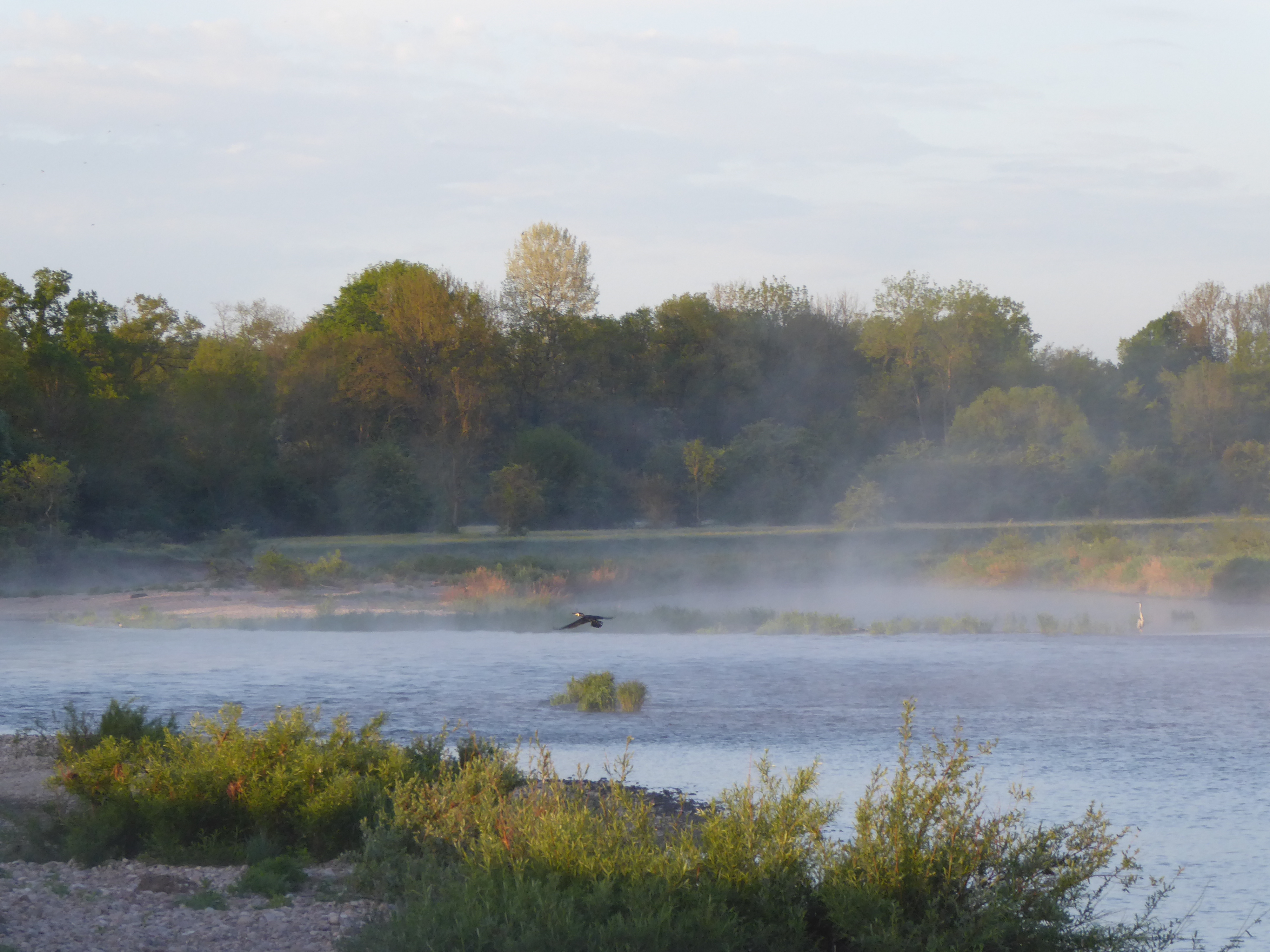
Grand Cormoran et héron cendré dans la brume matinale près de Bainville-aux-Miroirs dans la réserve naturelle régionale de la Moselle sauvage. Avril 2018.

L'intérêt du site provient de la présence d'un cours d'eau à lit mobile qui produit une grande diversité de milieux : forêts alluviales, bancs de graviers, îles, plages de galets, bras morts, pelouses sableuses, reculées, prairies, landes etc. Ces milieux permettent le développement d'une flore et d'une faune diversifiées. La vallée abrite la plus grande superficie de forêts alluviales de Lorraine.
Cet espace inclus dans le lit majeur a une fonction importante dans le contrôle de l'expansion des crues. Il sert à régulariser le débit de la rivière et recharge les nappes alluviales lors des crues, permettant l'alimentation en eau potable. 

### Flore
Parmi les espèces rares ou protégées, on peut noter la Scabieuse des prés, la Spirée filipendule et l'Orchis morio.

### Faune
Le Castor d'Europe est présent sur le site. Il a été réintroduit en 1984 à Tonnoy.
L'avifaune compte plus d'une centaine d'espèces comme le Petit gravelot, le Martin-pêcheur d'Europe, le Chevalier guignette ou l'Hirondelle de rivage. Le Balbuzard pêcheur peut être observé en migration.

## Intérêt touristique et pédagogique
Un sentier de découverte partant du pont de Bainville-aux-Miroirs permet de découvrir le site. Le détail du sentier est consultable sur le carnet de découverte.  L'accès du public est libre dans le respect de la réglementation.

## Administration, plan de gestion, règlement
La réserve naturelle est gérée par le Conservatoire d'espaces naturels de Lorraine. Le plan de gestion a été validé par le CSRPN le 20/01/2011.

### Outils et statut juridique
La réserve naturelle a été créée par une délibération du Conseil régional du 22 décembre 2006 pour une durée de 12 ans reconductible. Le territoire comptait alors 5 communes (Bainville-aux-Miroirs, Chamagne, Gripport, Mangonville et Virecourt). Une délibération du 19 décembre 2011 étend le territoire à 2 communes supplémentaires (Socourt, Bayon).
Le site fait partie de la ZNIEFF de type I no 410007527 « Vallée de la Moselle sauvage entre Bayon et Langley ». 
Il est inclus dans le site Natura 2000 no FR4100227 - Vallée de la Moselle (secteur Chatel-Tonnoy). 